# Замок Галларус
Замок Галларус (англ. Gallarus Castle, ірл. Caisleán an Baile na nGall) — замок Балє на н-Налл, замок Міста Іноземців — один із замків Ірландії, розташований в графстві Керрі, біля селища Балє на н-Галл, на півострові Дінгл.
Замок Галларус був побудований в XV столітті Лицарем Керрі (Зеленим Лицарем) — спадковим лицарем, що належав до династії Фіцджеральдів, до однієї з бічних гілок цієї аристократичної династії. Нині цей замок є пам'яткою історії та архітектури і охороняється законом. Замок частково відреставрований, відновлено вхід в замок та ворота. Нижні сходи не збереглися і невідомо чи вони були взагалі. На східній стіні є сходи на другий, третій і четверний поверхи. Замок знаходиться на відстані 0,62 милі від знаменитої стародавньої ораторії Галлар.